# 4-(2,4-Dichlorphenoxy)buttersäure
4-(2,4-Dichlorphenoxy)buttersäure (oder kurz 2,4-DB) ist eine chemische Verbindung aus der Gruppe der halogenierten Phenoxycarbonsäuren.

## Eigenschaften
2,4-DB zersetzt sich beim Erhitzen über seinen Schmelzpunkt. Es bildet farblose, brennbare Kristalle.

## Verwendung

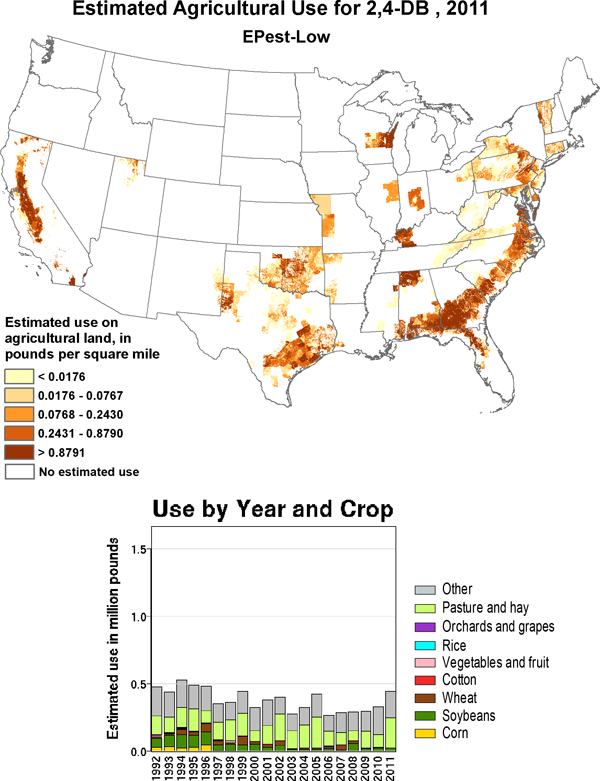
Geschätzte Ausbringungsmenge in den USA

In Pflanzenschutzmitteln wird 2,4-DB als Wirkstoff selektiver Herbizide verwendet (z. B. für Soja und Erdnüsse). Der aktive Metabolit, 2,4-Dichlorphenoxyessigsäure, wirkt als Wuchsstoffherbizid. Seine (meist leichter wasserlöslichen) Ester und Salze [4-(2,4-Dichlorphenoxy)butyrate] werden ebenfalls als Herbizide eingesetzt. Dies sind z. B. Dimethylaminsalz (CAS-Nummer: 2758-42-1), Isooctylester (CAS-Nummer: 1320-15-6) und Butoxyethanolester (CAS-Nummer: 32357-46-3).

## Zulassung
In einigen Staaten der EU besteht für 2,4-DB eine Zulassung als Pflanzenschutzmittel, nicht jedoch in Deutschland, Österreich und in der Schweiz.

## Gesundheitliche Gefahren
Für den Umgang mit 2,4-DB wurde in mehreren Studien ein stark erhöhtes Risiko, an Morbus Parkinson zu erkranken, belegt.